# Amaracarpus grandiflorus
Amaracarpus grandiflorus är en måreväxtart som beskrevs av Aaron Paul Davis. Amaracarpus grandiflorus ingår i släktet Amaracarpus och familjen måreväxter.
Artens utbredningsområde är Moluckerna. Inga underarter finns listade i Catalogue of Life.